# Calauan
Calauan est une localité de la province de Laguna, aux Philippines. En 2015, elle compte 80 453 habitants.